# Constituição de Pitcairn (1838)

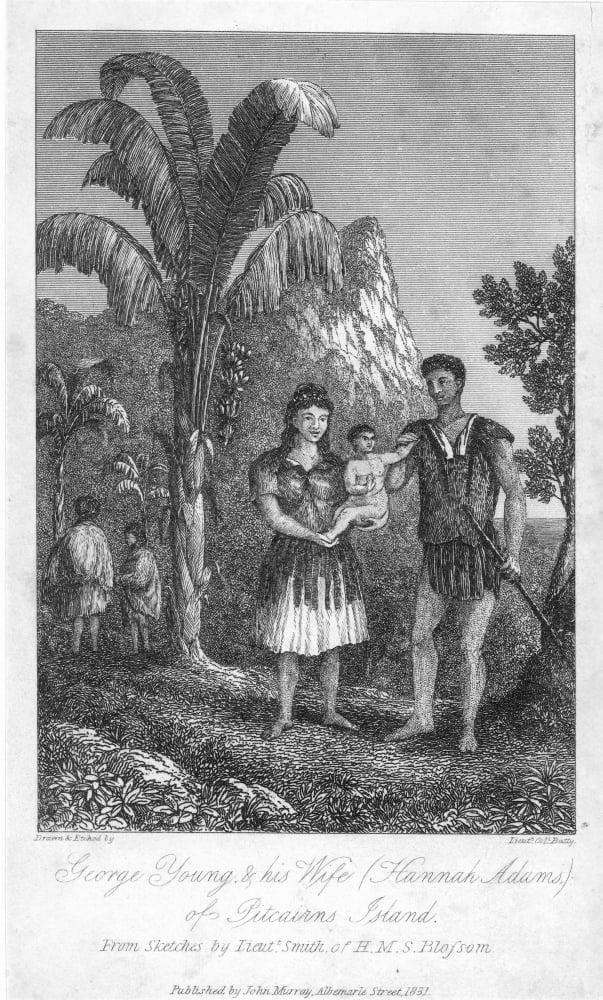
Nativos de Pitcairn em gravura britânica de 1831.

A Constituição de Pitcairn foi a primeira constituição escrita das Ilhas Pitcairn, estabelecida pelo capitão britânico Russel Elliott em 1838.

## Contexto

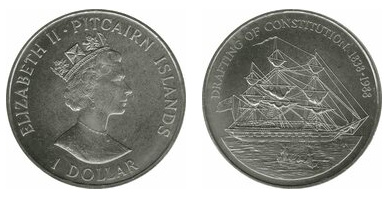
Moeda comemorativa das Ilhas Pitcairn (1988), em homenagem à Rainha Elizabeth II e à elaboração da Constituição de 1838.

As Ilhas Pitcairn, um território minúsculo no Pacífico Sul, eram parcamente povoadas por uma singular junção de marinheiros ingleses e mulheres taitianas, dando origem a uma população mestiça de pouco mais de uma centena de pessoas, cuja cultura era mista e principalmente não branca, se dividindo entre aspectos ocidentais e orientais. Missionários cristãos ali desembarcados construíram uma escola e desenvolveram a alfabetização entre a pequena população ilhéu. Navios baleeiros, em particular americanos, também aportavam com frequência em Pitcairn, utilizando as ilhas como entreposto comercial.
Em uma dessas paradas para abastecimento, o capitão Russel Elliott da Marinha Real Britânica aportou nas ilhas em 1838. Ao se dar conta dos níveis de alfabetização e organização dos habitantes, mas também de sua falta de ordenamento jurídico, Elliott deu início a um rápido projeto: escrever uma constituição para Pitcairn, buscando resguardá-las do crescente imperialismo euro-americano e colocá-las na esfera de influência britânica.

## Princípios
A Constituição de Pitcairn, como ficaram conhecidos os regulamentos escritos por Elliott, foi pioneira em vários sentidos. Entre seus principais pontos estão:
- Governo: Um magistrado eleito teria seu poder e autoridade democraticamente derivados de toda a população das ilhas, que deveria ser frequentemente consultada sobre as decisões do governo.
- Eleições: As eleições ocorreriam anualmente. O sufrágio era universal e para se votar no chefe do Executivo era necessário ser adulto, nativo ou residente há pelo menos 5 anos, independente do sexo.
- Educação: O comparecimento à única escola de Pitcairn era obrigatório para todos os habitantes de 6 a 17 anos. Os pais eram responsáveis pelo letramento inicial da criança, antes de sua educação formal na escola.
- Meio-ambiente: Uma vez que as ilhas tinham recursos naturais limitados, a derrubada de árvores, assim como a proteção de animais nativos, foi regulamentada.
- Animais: Cães, porcos, gatos e cabras foram recenseados e regulamentados para consumo responsável.

## Posteridade

Bandeira das Ilhas Pitcairn.

Embora seja um exemplo isolado e de pouca influência global, a Constituição de Pitcairn de 1838 foi revolucionária por criar as bases de uma verdadeira democracia em meio ao Pacífico, com eleições livres baseadas no sufrágio universal pleno, incluindo, pela primeira vez na história mundial, as mulheres. Em 1850, com a mudança de parte da população para outras ilhas circundantes, em busca de novos recursos naturais, as mulheres nativas de Pitcairn mantiveram seus direitos assegurados graças a Constituição.
Com pequenas alterações, a Constituição continuou em vigor até a década de 1930, quando as Ilhas Pitcairn já eram um território ultramarino britânico. Historiadores acreditam que, além da influência do constitucionalismo britânico, Russel Elliott pode ter se inspirado também no Código Pomare, documento constitucional estabelecido pelo rei Pomare II do Taiti, em 1819, e conhecido pelos habitantes de Pitcairn.